# Кледер
Кледер (фр. Cléder) је насељено место у Француској у региону Бретања, у департману Финистер.
По подацима из 2011. године у општини је живело 3844 становника, а густина насељености је износила 102,67 становника/km².

## Демографија
| 1962. | 1968. | 1975. | 1982. | 1990. | 2011. |
| ----- | ----- | ----- | ----- | ----- | ----- |
| 4.544 | 4.275 | 3.923 | 3.928 | 3.801 | 3.844 |